# E. B. Replicar

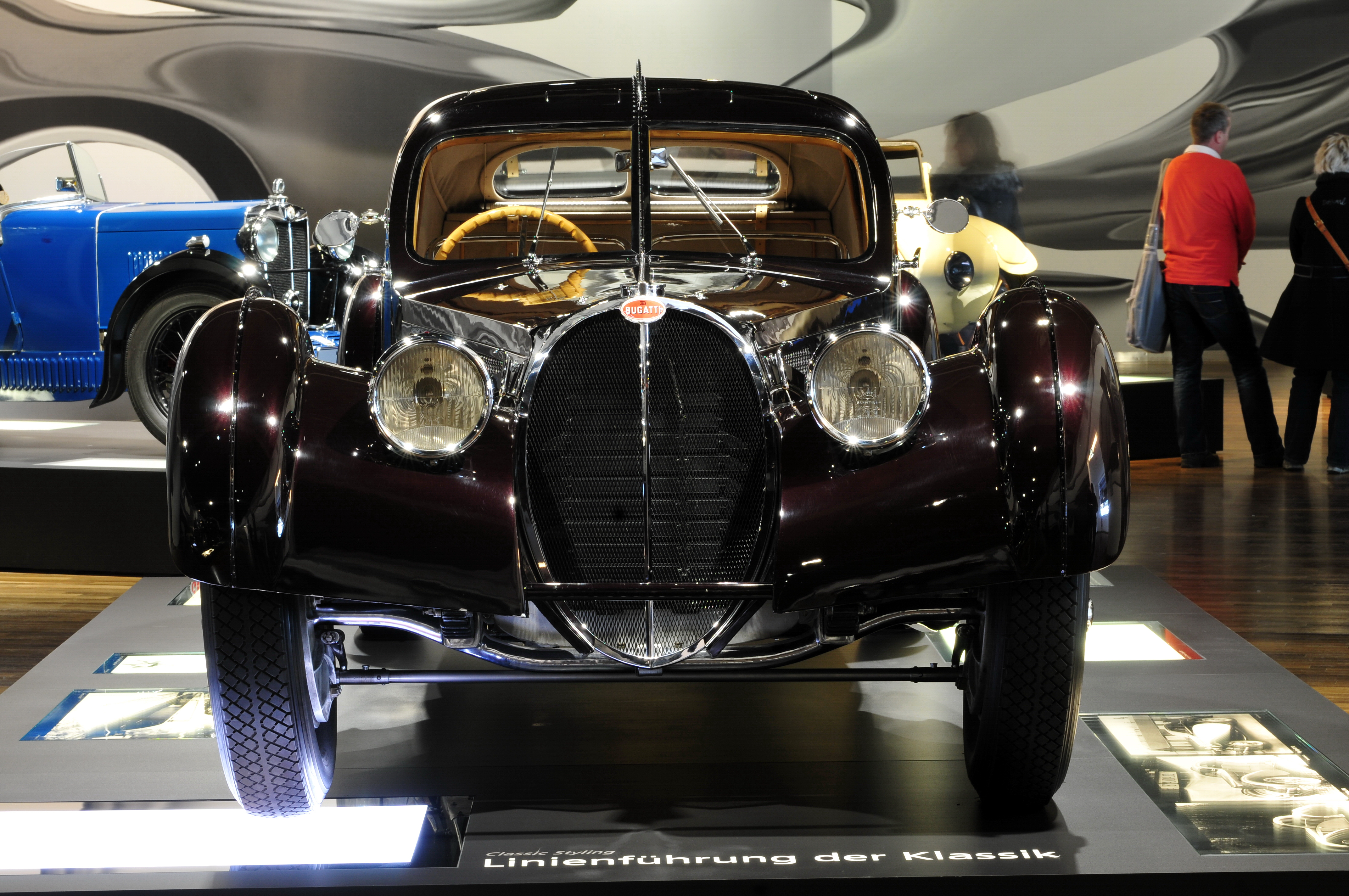
Replicar im Zeithaus in der Autostadt in Wolfsburg

E. B. Replicar war ein dänischer Hersteller von Automobilen.

## Unternehmensgeschichte
Das Unternehmen aus Vedbæk stellte unter Leitung des Bugatti-Experten Erik Koux in den 1980er Jahren Automobile her. Der Markenname lautete Replicar. Insgesamt entstanden nur wenige Exemplare. Andere Quellen nennen einen Prototyp und sechs Serienfahrzeuge bzw. fünf Fahrzeuge.

## Fahrzeuge
Bei den Fahrzeugen handelte es sich um Nachbildungen des Bugatti T 57 S Atlantic. Vom Original entstanden nur drei Exemplare. Koux orientierte sich speziell am Fahrzeug mit der Fahrgestellnummer 57.591, das heute Ralph Lauren gehört. Die Coupé-Karosserie bot Platz für zwei Personen. Die Karosserie des Prototyps bestand aus Kunststoff. Für den Antrieb sorgte ein Sechszylindermotor von Jaguar oder von Alfa Romeo.
Koux fertigte die Fahrgestelle für die Serienfahrzeuge nach. Motor, Getriebe und Achsen stammten aus serienmäßigen Bugatti Type 57, die vor längerer Zeit ausgeschlachtet wurden.
Ein Fahrzeug dieser Serie gehört seit 1999 der Volkswagen AG.